# Alta fantasia

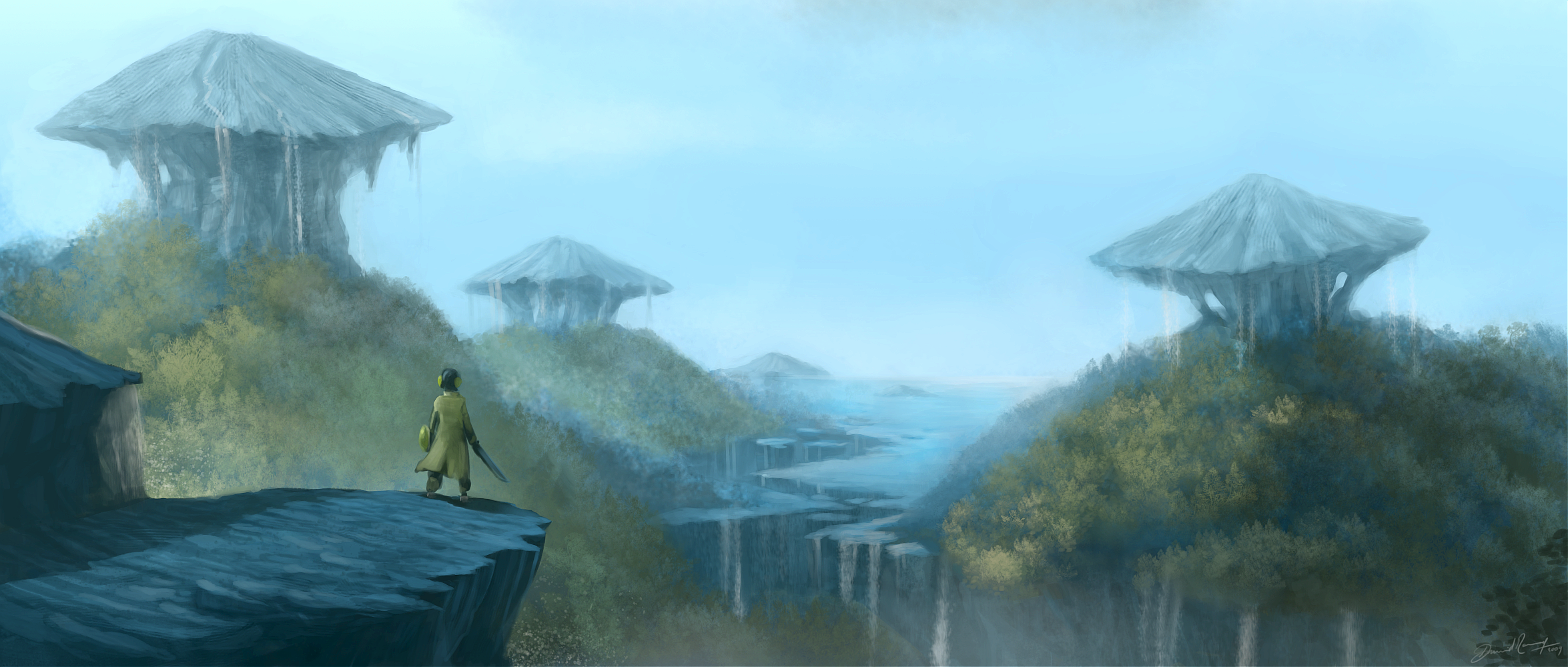
Um mundo imaginário, ambiente comum da alta fantasia.

Alta fantasia é um sub-gênero da fantasia, definido pela sua configuração em um mundo imaginário, universo paralelo ou pela estatura épica de seus personagens, temas e enredo. O termo "alta fantasia" foi cunhado por Lloyd Alexander em um ensaio de 1971, "High Fantasy and Heroic Romance".
Este mundo imaginário pode ser apresentado de três formas:
- O mundo primário (real) não existe, e sim um mundo totalmente fictício, como One Piece, Naruto, Dragon Ball (série), Slayers, Hunter × Hunter ,Dungeons & Dragons, As Crónicas de Gelo e Fogo e o O Senhor dos Anéis.
- Introduzido através de um portal no mundo primário, como Seres do Além.
- Um mundo-dentro-do-mundo, como Harry Potter e As Crônicas de Nárnia (apesar de haver controvérsias quanto a essa definição).

A alta fantasia começou a se desenvolver no século XIX, mas o gênero foi popularizado por J.R.R. Tolkien com sua obra clássica O Senhor dos Anéis, sendo descrito como o "pai" da fantasia moderna. O modelo tolkieniano e seus posteriores, geralmente apresentam uma jornada do herói e lutas do bem contra o mal. No entanto, alguns autores da atualidade como George R.R. Martin e China Miéville, este último crítico mordaz da influência de Tolkien sobre o gênero fantástico, procuram fugir de pré-definições de bem e mal em favor da exploração de uma temática moral mais complexa e maleável, com seus vilões e heróis agindo de forma moralmente ambígua ou vacilante, alternando entre agirem como anti-heróis, herói trágicos, heróis byronianos ou vilões trágicos.

## História

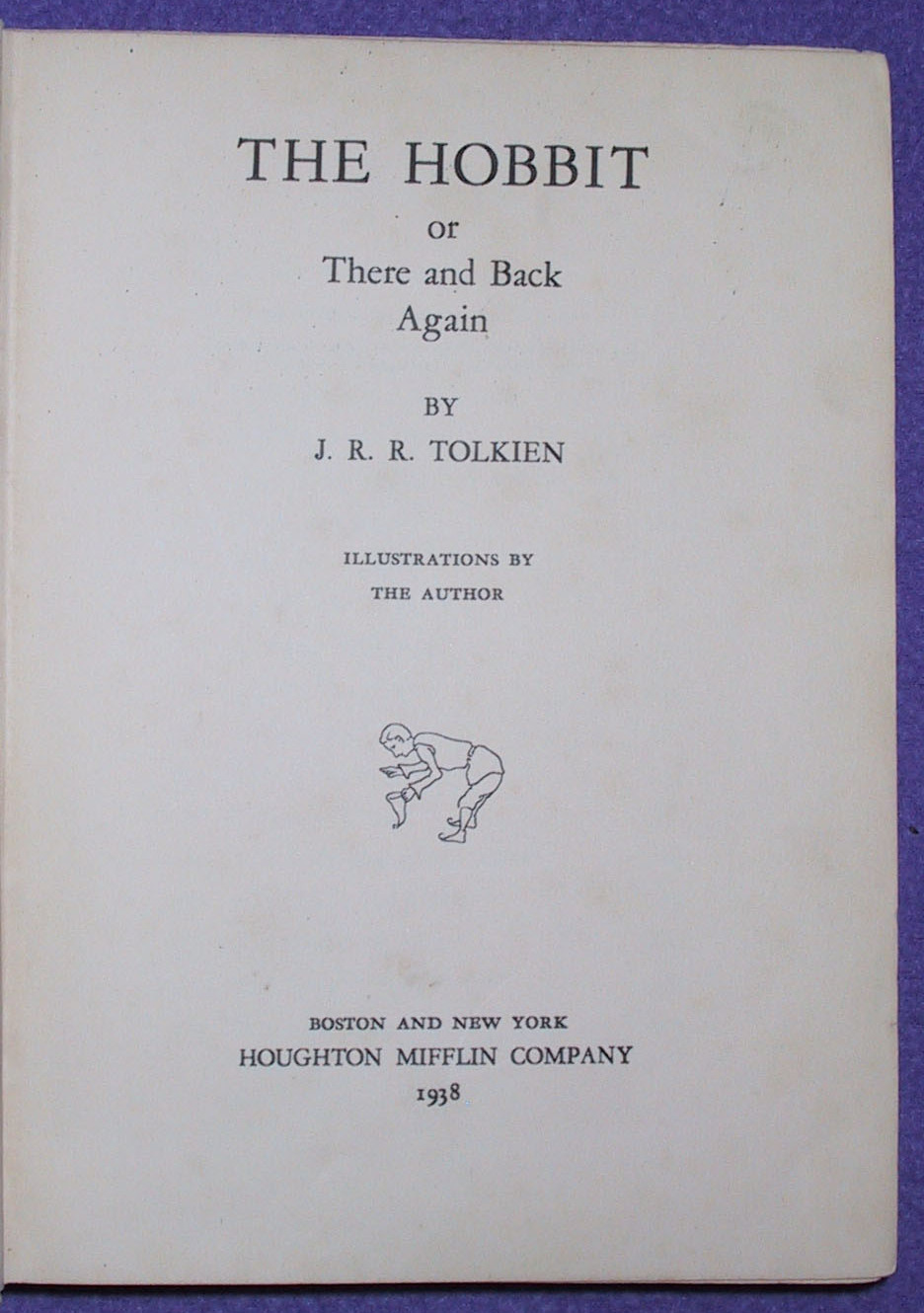
Página da edição americana de O Hobbit (1937), primeira obra da Terra Média do Tolkien.

A ficção de fantasia se desenvolveu nos contos de fadas durante o século XIX. Então, as obras pioneiras surgiram na literatura infantil como Alice no País das Maravilhas (1865), O Mágico de Oz (1900) e Peter and Wendy (1904), todas apresentado mundos alternativos. Elas também são responsáveis por transformar a literatura infantil em histórias voltadas para imaginação ao invés de lições de moral para as crianças.
No entanto, o pai da alta fantasia moderna é considerado Tolkien. Este autor desenvolveu uma síntese pessoal baseado em mitos escandinavos e anglo-saxões em sua obra-prima, O Senhor dos Anéis, publicada durante o período pós-guerra (1954-1955). Ele criou um universo de consistência sem precedentes com mitologia própria, lendas, história, geografia, povos e seus costumes, línguas e escrita. Podemos dizer que certamente influenciou a maioria dos autores de fantasia que se seguiram.
Enquanto Tolkien produzia obras baseadas na sua Terra Média, um amigo, Clive Staples Lewis, escreveu para o público infanto-juvenil, o ciclo de Nárnia onde já está presente algumas ideias-chave de Tolkien: mundo puramente imaginário, criaturas anglo-saxões e mitos escandinavos, e jovens heróis liderando grupos para proteger um mundo ameaçado por poderes do mal.
O sucesso fenomenal das histórias na Terra Média, especialmente no meio da contracultura, provocou um renovado interesse por parte dos editores para a fantasia. Então foram emergindo novos autores como Robert E. Howard e Fritz Leiber.
Catorze anos após a O Senhor dos Anéis, Ursula K. Le Guin, conhecida como escritora de ficção científica, decidiu escrever para fantasia. Em 1968, foi publicado o primeiro livro do Ciclo de Terramar: A Wizard of Earthsea. Aqui, novamente, estamos testemunhando o nascimento de um trabalho notável e original, de acordo com a crítica especializada. Seu universo é consistente e vemos ainda mais originalidade em comparação com ciclos de hoje.
Estranhamente, em seguida ocorre um período de escassez,  onde obras de alta fantasia são escassas.
Em 1979, o livro A História Sem Fim de Michael Ende, autor de origem alemã, é distinguido por uma certa originalidade com o furto de um anti-herói chamado Bastien Balthazar Bux, em um mundo já existente através da imaginação humana. Desta vez, o inimigo é o Nada personificado.
Na década de 1980, nos Estados Unidos, a uma explosão de publicações dedicadas a alta fantasia. De repente se vê dezenas de séries com a forma do universo de Tolkien, à procura de um grupo de heróis para salvar o mundo, com batalhas e viagens épicas. É neste período que George R.R. Martin começa desenvolver As Crônicas de Gelo e Fogo e J.K Rowling lança Harry Potter em 1997, a série literária mais bem sucedida financeiramente de todos os tempos, e que traz a alta fantasia para o centro das editoras de ficção novamente.

## Visão geral
Alta fantasia é definida como a fantasia em um mundo alternativo, fictício ("secundário") , em vez do mundo "real", ou "primário" . O mundo secundário geralmente é internamente consistente, mas suas regras são diferentes do mundo primário . Por outro lado, a baixa fantasia é caracterizada por ser definida no mundo primário, ou seja  "real", com a inclusão de elementos mágicos.
Os romances de William Morris, tais como The Well at the World's End, situado num mundo medieval imaginário, são por vezes considerados como os primeiros exemplos de alta fantasia. As obras de J. R. R. Tolkien, especialmente O Senhor dos Anéis—são consideradas como o arquétipo para obras de alta fantasia. The Chronicles of Thomas Covenant de Stephen R. Donaldson  é outro exemplo de série de alta fantasia.

### Definição
Estas histórias são muitas vezes sériasno tom e épicas, no âmbito, lidando com temas de grande luta contra o sobrenatural e forças do mal. Algumas características típicas de alta fantasia incluem elementos fantásticos, tais como elfos, fadas, anões, ogros, duendes, gigantes, dragões, demônios, magia ou feitiçaria, magos ou  bruxas, línguas artificiais, missões, temas coming-of-age, e narrativas de multi-volume.
Em algumas ficções contemporâneas  personagens do "mundo real"  são colocados em um mundo inventado, por vezes, através de um recuso narrativo, tais como portais para outros mundos, ou mesmo viagens do subconsciente.
Mundos da alta fantasia podem ser mais ou menos próximos dos ambientes do mundo real, ou em lendas como o Ciclo Arturiano. Quando a semelhança é forte, especialmente quando a história do mundo real é usada, a alta fantasia se confunde com história alternativa.
O fandom da alta fantasia varia de Tolkien para contemporânea. Versões recentes para os cinemas de O Senhor dos Anéis e O Hobbit de Tolkien, bem como O Leão, a Feiticeira e o Guarda-Roupa, Príncipe Caspian e The Voyage of the Dawn Treader de Lewis tem contribuído para a contínua popularidade do gênero. 

### Personagens

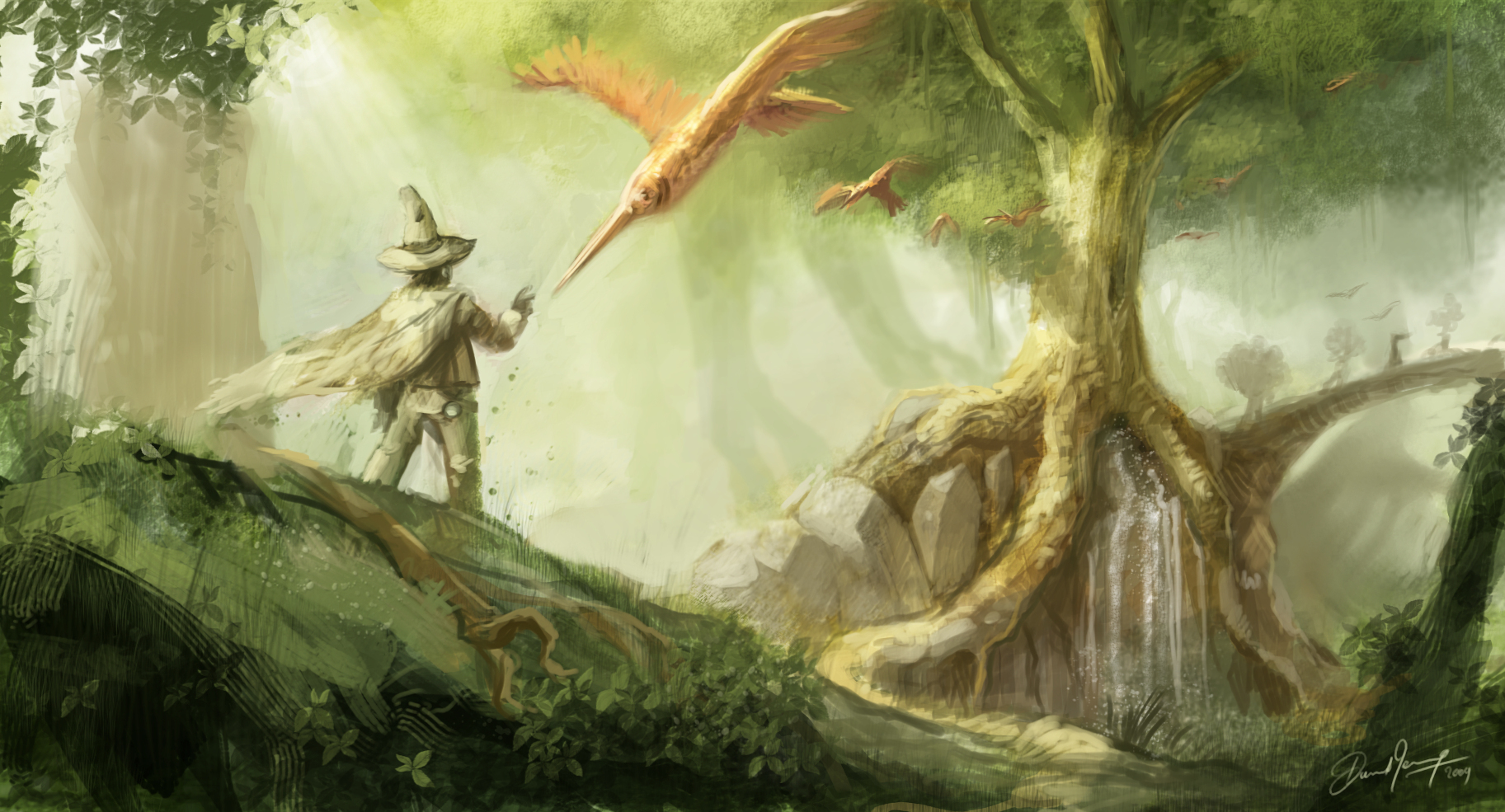
Um mago na floresta com uma criatura mágica, personagens comuns da fantasia.

Muitas histórias de alta fantasia são contadas a partir do ponto de vista de um grande herói, seguindo o monomito. Grande parte da trama gira em torno de sua origem ou natureza misteriosa. Em muitos romances o herói é um órfão ou filho incomum, muitas vezes com um extraordinário talento para a magia ou combate. Ele ou ela começa a história jovem, se não criança. Em outras obras, ele é um indivíduo completamente desenvolvido com seu próprio caráter e espírito. A alta fantasia não está limitada a um protagonista masculino.
O herói muitas vezes começa como uma criança, mas amadurece rapidamente, passando por um enorme ganho de luta/capacidades após a resolução de problemas ao longo do caminho. O enredo da história, muitas vezes, retrata a luta do herói contra as forças do mal como um Bildungsroman.
Em muitos livros existe um mentor/professor sábio e místico. Esta personagem é, muitas vezes, um formidável assistente ou guerreiro, que fornece ao personagem principal ajuda e aconselhamento.
Em alguns livros, há também um misterioso Senhor do Escuro, muitas vezes, obcecado com tomar o mundo e matar o herói principal. Este personagem é um malvado feiticeiro ou mago, ou, às vezes, um tipo de deus ou de demônio. Este personagem comanda um exército enorme e um grupo altamente temido de servos. Em algumas obras, o vilão pode ter tido um predecessor que pode ter sido superior ou inferior a ele.
O progresso da história, leva a aprendizagem do protagonista sobre a natureza das forças desconhecidas contra ele, que constituem uma armada com grande poder e malevolência.

### Bem contra o mal

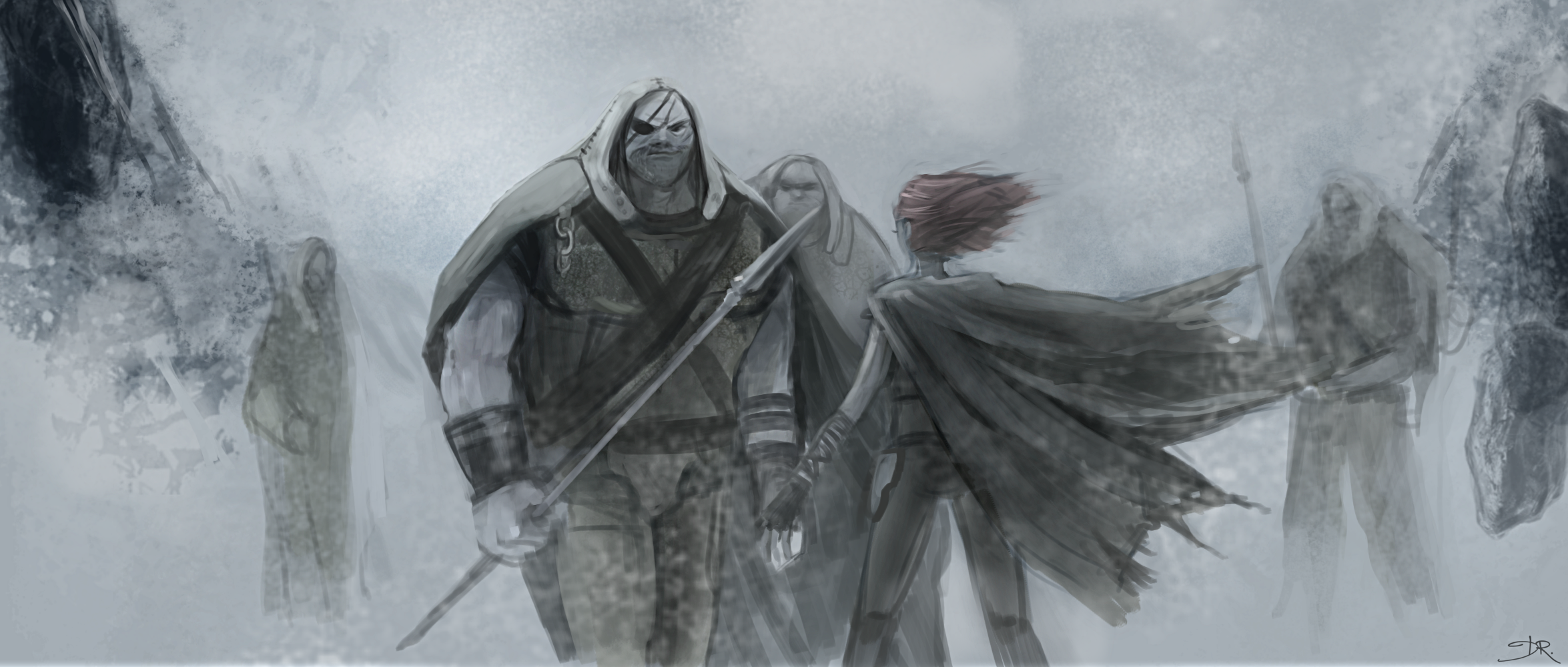
Bem vs. mal, conceito comum da alta fantasia.

Bem contra o mal é um conceito comum na alta fantasia, e o personagem do mal é, muitas vezes, um conceito importante em um trabalho de alta fantasia, como em O Senhor dos Anéis. De fato, a importância dos conceitos do bem e do mal pode ser considerada como a marca distintiva entre a fantasia e a espada e feitiçaria. Em muitas obras de alta fantasia, este conflito marca uma profunda preocupação com as questões morais; em outras obras, o conflito é uma luta de poder, com, por exemplo, feiticeiros comportando-se de maneira irresponsável se eles são "bons" ou "maus". Em alguns trabalhos, como em grandes partes de The Wheel of Time, a luta entre o bem e o mal é usado principalmente como um pano de fundo para os mais intrincados conflitos de interesse, tais como os conflitos entre as diferentes facções formalmente no mesmo lado no conflito bem vs. mal. Em outros trabalhos, como em Seres do Além, do autor brasileiro Clayton De La Vie, os personagens assumem características boas e más conforme a sua necessidade humana, seja pelo poder, glória ou para que possam se superar em alguma dificuldade particular.
Romances de fantasia mais recentes começaram a afastar-se do enredo mais comum de bem contra o mal predominante depois de o Senhor dos Anéis. De forma destacada, a aclamada série A Song of Ice and Fire,  mais ou menos abandona o paradigma bem-mal em favor de uma política com base em lutas mais multifacetadas entre diferentes clãs de famílias, a maioria apresentando tendências boas e más  em busca do poder, que toma o lugar de principal catalisador da história. Apesar de vários personagens que têm realizar terríveis atos de crueldade, marcando-os como moralmente degenerados, suas intenções não são necessariamente "más".

## Saga ou séries
A partir de Tolkien para os dias de hoje, os autores deste gênero tendem a criar seus próprios mundos, onde eles juntam as multi-camadas narrativas, tais como Shannara, The Belgariad/Malloreon, A Roda do Tempo, A Song of Ice and Fire, Malazan Book of the Fallen, Ciclo da Herança,  The Black Company, A Espada da Verdade, e Memory, Sorrow, and Thorn.  
Jogos de Role-playing, como Greyhawk por Gary Gygax, Dragonlance por Tracy Hickman e Margaret Weis e Reinos Esquecidos por Ed Greenwood são uma base comum para muitos livros de fantasia, e muitos outros autores que continuam a contribuir para as definições.